# Hyphercyna luedersi
Hyphercyna luedersi là một loài bướm đêm trong họ Crambidae.